# Gaj (Świniarsko)
Gaj (niem. Hutweide) – przysiółek wsi Świniarsko w Polsce, położonej w województwie małopolskim, w powiecie nowosądeckim, w gminie Chełmiec.
Dawniej samodzielna miejscowość i gmina jednostkową w powiecie nowosądeckim; w 1921 roku liczył 109 mieszkańców. 1 sierpnia 1934 wszedł w skład nowo utworzonej zbiorowej gminy Chełmiec Polski w powiecie nowosądeckim w województwie krakowskim. 15 września 1934 Gaj ze Śwniarskiem utworzyły wspólną gromadę (sołectwo) o nazwie Świniarsko w gminie Chełmiec Polski.
W latach 1975–1998 miejscowość administracyjnie należała do województwa nowosądeckiego. 